# Hélène-Louise Demars
Œuvres principales
L'Horoscope
Hélène-Louise Demars, née en 1736 et morte le 21 octobre 1778, est une compositrice et professeure de musique française.
Elle a écrit plusieurs cantates dédiées à des nobles tels que Mademoiselle de Soubise de la famille Rohan et la Marquise de Villeroy (dédicataire de Hercule et Omphale). Elle est ensuite devenue professeure de plusieurs instruments comme le clavecin et le violon.

## Famille
Hélène-Louise Demars naît en 1736. Elle est la fille de Jean-Odéo Demars, organiste parisien célèbre, et de Geneviève Françoise Legris.

## Carrière et travaux
Elle est d'abord connue sous le nom de Mlle Demars / de Mars. Son œuvre la plus citée, L'Horoscope, est créée en novembre 1748, alors qu'elle est âgée de seulement douze ans. Elle est dédiée à Mademoiselle de Soubise de Rohan. Le texte de la cantate est imprimé dans le Mercure de France l'année suivante,. Elle intègre le cercle dirigé par Alexandre Le Riche de La Poupelinière, dont les concerts sont célèbres.
En 1758, elle épouse Jean-Baptiste Venier [ou Venieri], violoniste et marchand de musique spécialisé dans les éditions étrangères. Le Tableau de Paris pour l'année 1759 la recense comme « maîtresse » ou "professeur" de clavecin à Paris (p. 206) : « Mad[ame] Veniéri, ci-devant M[ademoise]lle de Mars, rue Saint-Thomas du Louvre ».
Elle meurt le 21 octobre 1778 à Paris rue Saint-Thomas du Louvre et est enterrée sur sa paroisse Saint-Germain l'Auxerrois. Ses héritiers sont ses sœurs qui sont restées célibataires (Geneviève Madeleine Demars et Louise Charlotte Rosalie Demars), son frère (Charles Léopold Demars adjoint à la place de garde-magasin principal à la Martinique) et ses neveux et nièces, enfants du défunt Jean Louis Odo Demars et Marie Rose Canet.

## Homonyme
Elle ne doit pas être confondue avec une autre Madame de Mars, sans doute fille de son oncle Charles Paul Demars. Cette demoiselle de Mars devient vers 1753 la préceptrice de Félicité du Crest, future comtesse de Genlis (1746-1830). Â l'âge de 37-38 ans, elle est depuis peu gouvernante des enfants de « madame de Voyer », avant d'être engagée chez la princesse Louise de Condé et de se marier avec « le secrétaire de M. de Voyer » d'Argenson.

## Source
- (en) Cet article est partiellement ou en totalité issu de l’article de Wikipédia en anglais intitulé « Hélène-Louise Demars » (voir la liste des auteurs).